# Anastazja Zacharyna
Anastazja Romanowna Zacharyna, ros. Анастасия Романовна Захарьина (ur. 1530 lub 1532?, zm. 7 sierpnia 1560) – bojarówna rosyjska, caryca Rosji jako pierwsza żona Iwana IV Groźnego od 1547 r.

## Pochodzenie
Urodziła się jako córka okolniczego Romana Jurjewicza i jego drugiej żony Uljany Fiodorowny.  Miała czworo rodzeństwa: Annę, Dałmata, Danniła i Nikitę, którego wnuk Michał I Romanow został pierwszym carem Rosji z dynastii Romanowów.  

## Małżeństwo z Iwanem Groźnym
Iwan IV pragnął zerwać z tradycją ożenku z cudzoziemkami i kandydatkę na żonę wybrał w swoistym castingu, na który stawiło się, według różnych relacji, między 500 a 1500 urodziwych kobiet. Iwan od razu wskazał na Anastazję.  
Ślub odbył się 3 lutego 1547 r. w soborze Uspienskim. Uroczystości weselne trwały 2 tygodnie.  
Małżeństwo uchodziło za szczęśliwe, jednak car często miał grozić żonie odesłaniem jej do klasztoru, zdradzać ją, bywać wobec niej arogancki i manifestować swoją wyższość. 
W 1553 r. po ciężkiej chorobie Iwana, para carska wraz z jedynym synem, Dymitrem, wybrała się na dziękczynną pielgrzymkę do klasztoru Kiriłło-Biełozierskiego. Chłopiec zachorował i zmarł w trakcie podróży; istnieje również teoria, że wypadł niańce z rąk i utonął w rzece. 
Dzięki małżeństwu z Iwanem rodzina Anastazji zyskała wpływy na carskim dworze m.in. jej brat Nikita został doradcą cara, drugi brat Daniił otrzymał urząd okolniczego. Awans Zacharjinów budził obawy starych bojarskich rodów, więc przeczuwając niebezpieczeństwo z ich strony, stopniowo usuwali rywali z otoczenia cara.

## Potomstwo
Anastazja urodziła sześcioro dzieci: 
- Annę (ur. 1548 –  zm. 1550)
- Marię (ur. i zm. 1551)
- Dymitra (ur. 1552 – zm. 1553)
- Iwana (ur. 1554 – zm. 1581)
- Eudoksję (ur. 1556 – zm. 1558)
- Fiodora I (ur. 1557 – zm. 1598), ostatniego cara Rosji z dynastii Rurykowiczów.

## Śmierć
W styczniu 1559 r. caryca zachorowała. W lipcu 1560 r. Anastazję, nadal chorą, car wywiózł do Kołomienskoje z powodu pożarów w Moskwie. Zmarła 7 sierpnia 1560 r.  
Jej śmierć stała się przyczyną załamania nerwowego jej męża i pośrednio – przyczyną jego legendarnego okrucieństwa i krwawej rozprawy z bojarami, obwinianymi przez niego o śmierć małżonki. I słusznie, według najnowszych badań w trumnie i na zachowanych zwłokach Anastazji wykryto arszenik. Iwan dostał pierwszego napadu furii, kiedy nikt nie uwierzył w jego oskarżenia o otrucie ukochanej żony. Po kilku latach od śmierci Anastazji car oskarżył o jej otrucie wdowę po swoim stryju Andrzeju Starickim – księżnę Eufrozynę Chowańską. Trucizna była przeznaczona również dla Iwana IV Groźnego. W razie jego przedwczesnej śmierci, tron moskiewski przypadłby w udziale najbliższemu carskiemu krewnemu – czyli jego kuzynowi Włodzimierzowi Starickiemu (synowi trucicielki). Truciznę wypiła jednak pierwsza i najbardziej umiłowana żona Anastazja Romanowna Zacharina-Koszkina, a Iwan IV przeżył. Eufrozyna z Chowańskich, została utopiona w rzece Szeksna w dniu 20 października 1569 r. W tej epoce tak postępowano z trucicielami w całej Europie. A rodzina książąt Starickich została na rozkaz Iwana IV Groźnego wymordowana w okrutny sposób w tym samym miesiącu. 